# Ernst Vogt (Altphilologe)
Ernst Vogt (* 6. November 1930 in Duisburg; † 9. August 2017) war ein deutscher klassischer Philologe. Er wirkte als Professor und Lehrstuhlinhaber an den Universitäten Mannheim (1967–1975) und München (1975–1999) und war von 2002 bis 2014 Präsident der Internationalen Thesauruskommisson.

## Leben
Vogt studierte von 1950 bis 1956 Klassische Philologie, Philosophie, Archäologie, Alte Geschichte, Papyrologie und Sprachwissenschaft an den Universitäten Bonn, Tübingen und Athen (als Stipendiat des Deutschen Akademischen Austauschdienstes). 1956 wurde er in Bonn bei Hans Herter zum Dr. phil. promoviert, legte das erste Staatsexamen ab und wurde wissenschaftlicher Assistent am Philologischen Seminar der Universität Bonn. Von 1959 bis 1967 war er verantwortlicher Schriftleiter der Zeitschrift Rheinisches Museum für Philologie. 1960 erfolgte seine Habilitation und der Beginn seiner Lehrtätigkeit in Bonn, 1966 wurde er zum außerplanmäßigen Professor ernannt.
Im Jahr 1967 folgte Vogt einem Ruf als Ordinarius an die Universität Mannheim, wo er 1971/72 Dekan der Fakultät für Sprach- und Literaturwissenschaft war. 1970 übernahm er die verantwortliche Schriftleitung der Zeitschrift Gnomon, die er bis 1999 innehatte. Von 1973 bis 1975 war er Vorsitzender des Forschungsrates und Mitglied des Verwaltungsrates der Universität Mannheim, 1974 bis 1976 stellvertretender Vorsitzender des Philosophischen Fakultätentages. 1975 wurde er als ordentlicher Professor für Klassische Philologie an die LMU München berufen und Mitherausgeber des Gnomon. Seit 1974 Mitglied der Kommission für die Zweigstelle Heidelberg der Année Philologique in der Heidelberger Akademie der Wissenschaften, wurde Vogt 1977 als ordentliches Mitglied in die Bayerische Akademie der Wissenschaften gewählt. Seit 1978 war er dort Mitglied der Kommission für die Herausgabe des Thesaurus Linguae Latinae (1986–2014 Vorsitzender), der Kommission für das Corpus Vasorum Antiquorum und der Ägina-Kommission (seit 1984: Kommission zur Erforschung des antiken Städtewesens). 1979 wurde er korrespondierendes Mitglied des Deutschen Archäologischen Instituts. 1980  bis 1988 war er Vertrauensdozent der Studienstiftung des deutschen Volkes, 1981–83 Dekan der Fakultät für Sprach- und Literaturwissenschaft I. Seit 1982 war er Mitglied der Patristischen Kommission der Union der deutschen Akademien der Wissenschaften, seit 1983 Mitglied der Internationalen Thesauruskommission (1988–2002 Vizepräsident, 2002–2014 Präsident). Von 1986 bis 1990 war er Mitglied des Senats der LMU München. 1986 wurde er Mitglied der Kommission für die Herausgabe einer 2. Serie der Acta conciliorum oecumenicorum der Bayerischen Akademie der Wissenschaften (seit 1988 Vorsitzender). Im Jahr 1991 war er Gastprofessor an der Universität Tor Vergata in Rom. 1994 ernannte ihn die Union der deutschen Akademien der Wissenschaften zu ihrem Vertreter in der Union Académique Internationale (bis 2008); 1994 wurde er auch Mitglied der Kommission für die Herausgabe der Deutschen Inschriften des Mittelalters und der frühen Neuzeit (Münchener Abteilung) der Bayerischen Akademie der Wissenschaften. 1997 erhielt er von der Associazione Italiana di Cultura Classica das Praemium Classicum Clavarense. Ab 1997 war Vogt Mitglied des Comitato scientifico internazionale der Zeitschrift Eikasmos, 1999 wurde er emeritiert. Von 2000 an war er Mitglied des Beirats der Görres-Gesellschaft. 2002 war er Gastprofessor an der Universität Neapel.
Vogt beschäftigte sich mit der Geschichte literarischer Formen und Gattungen, mit hellenistischer und kaiserzeitlicher griechischer Literatur, mit Überlieferungs- und Rezeptionsgeschichte und mit der Geschichte der Klassischen Philologie.

## Schriften (Auswahl)
- Procli hymni. Accedunt hymnorum fragmenta, epigrammata, scholia, fontium et locorum similium apparatus, indices. Wiesbaden 1957 (Klassisch-philologische Studien 15; Dissertation, RFWU Bonn)
- Untersuchungen zum Text von Justins Dialog mit dem Juden Tryphon. Bonn 1960 (Habilitationsschrift, nicht publiziert)
- mit Olof Gigon, Hildebrecht Hommel, Albin Lesky, Arnaldo Momigliano, Carl Werner Müller, Hans-Joachim Newiger, Gustav Adolf Seeck und Martin L. West: Griechische Literatur. Wiesbaden 1981 (Neues Handbuch der Literaturwissenschaft 2)
- Das Werk August Böckhs als Herausforderung für unsere Zeit. Berlin 1998
- Das Leipziger Antikenmuseum und die griechische Literatur. München/Leipzig 2001; Nachdruck in: Erich Lamberz (Hrsg.), Literatur der Antike und Philologie der Neuzeit. Ausgewählte Schriften. Berlin/Boston 2011, S. 22ff. (online).
- Literatur der Antike und Philologie der Neuzeit. Ausgewählte Schriften, hrsg. von Erich Lamberz. Berlin/Boston 2011, (online)

Herausgeberschaft
- Walther Kranz: Die griechische Philosophie. 5. Auflage, Bremen 1962
- Walther Kranz: Studien zur antiken Literatur und ihrem Fortwirken. Kleine Schriften. Heidelberg 1967
- Hans Herter: Kleine Schriften. München 1975
- mit Peter Schreiner: Karl Krumbacher. Leben und Werk. München 2011